# Scooby-Doo – A nagy csapat
A Scooby-Doo – A nagy csapat (eredeti cím: Scooby-Doo vagy Scooby Doo: The Movie) egy 2002-es amerikai élőszereplős-animációs kalandfilm, ami a Hanna-Barbera által készített Scooby-Doo című sorozat alapján készült. A filmet Raja Gosnell rendezte, a történetet James Gunn és Craig Titley írta.
Az Amerikai Egyesült Államokban 2002. június 14-én, Magyarországon pedig 2002. augusztus 15-én mutatták be a mozikban.

## Történet
A történet elején egy megoldott eset után a Rejtély Rt. – Scooby-Doo, Bozont, Vilma, Fred és Diána – szétesik, ám újra egyesülniük kell, amikor is meghívják őket a rejtélyes szigetre. Az Emil Multimágikusz által irányított szigeten ugyanis az emberek teljesen megváltoznak, agymosott szolgákká válnak. A csapat mindent megtesz, hogy fény derítsenek a dologra, miközben maguk is veszélybe kerülnek.

## Szereplők
| Szereplő                  | Színész               | Magyar hang      |
| ------------------------- | --------------------- | ---------------- |
| Norville "Bozont" Rodgers | Matthew Lillard       | Fekete Zoltán    |
| Vilma Dinkley             | Linda Cardellini      | Madarász Éva     |
| Fred "Freddie" Jones      | Freddie Prinze Jr.    | Markovics Tamás  |
| Diána Blake               | Sarah Michelle Gellar | Hámori Eszter    |
| Emil Multimágikusz        | Rowan Atkinson        | Beregi Péter     |
| Mary-Jane                 | Isla Fisher           | Vadász Bea       |
| Zarkos                    | Sam Greco             | Bognár Tamás     |
| Voodoo pasi               | Miguel A. Núnez Jr.   | Csőre Gábor      |
| Vilma barátja             | Charles Cousins       | Welker Gábor     |
| Melvin Doo                | Martin Broome         | Molnár Levente   |
| N' Goo Tuana              | Steven Grives         |                  |
| Szereplő                  | Eredeti hang          | Magyar hang      |
| Scooby-Doo                | Neil Fanning          | Vass Gábor       |
| Scrappy-Doo               | Scott Innes           | Minárovits Péter |
| Scrappy Rex               | J.P. Manoux           | Faragó András    |

## Díjak és jelölések
- BMI Film & TV Awards (2003) – BMI Film Music Award: David Newman
- Nickelodeon Kids’ Choice Awards (2003) – Kedvenc fingás egy filmből jelölés
- Arany Málna díj (2003) – Legrosszabb mellékszereplő színész jelölés
- Arany Málna díj (2003) – Leggázosabb tinédzserfilm jelölés
- Teen Choice Awards (2003) – Film – Choice Actress, Comedy: Sarah Michelle Gellar
- Teen Choice Awards (2003) – Film – Choice Movie, Comedy jelölés
- Teen Choice Awards (2003) – Film – Choice Actor, Comedy jelölés: Matthew Lillard
- Teen Choice Awards (2003) – Film – Choice Actor, Comedy jelölés: Freddie Prinze Jr.
- Teen Choice Awards (2003) – Film – Choice Chemistry jelölés: Sarah Michelle Gellar – Freddie Prinze Jr.
- Teen Choice Awards (2003) – Film – Choice Movie of the Summer jelölés
- The Stinkers Bad Movie Awards (2002) – Worst Screenplay for a Film Grossing More than $100 Million Using Hollywood Math: James Gunn
- The Stinkers Bad Movie Awards (2002) – Most Annoying Non-Human Character: Scrappy-Doo
- The Stinkers Bad Movie Awards (2002) – Most Painfully Unfunny Comedy jelölés
- The Stinkers Bad Movie Awards (2002) – Most Intrusive Musical Score jelölés: David Newman
- The Stinkers Bad Movie Awards (2002) – Most Annoying Non-Human Character jelölés: Scooby-Doo
- The Stinkers Bad Movie Awards (2002) – Worst On-Screen Group jelölés: "Those Meddling Kids"
- The Stinkers Bad Movie Awards (2002) – Most Distracting Celebrity Cameo Appearance jelölés: Pamela Anderson
- The Stinkers Bad Movie Awards (2002) – Worst Resurrection of a TV Show jelölés